# Iraklia (Serres)
Iraklia (griego: Ηράκλεια) es un municipio de la República Helénica perteneciente a la unidad periférica de Serres de la periferia de Macedonia Central.
El municipio se formó en 2011 mediante la fusión de los antiguos municipios de Iraklia, Skotoussa y Strymonikó, que pasaron a ser unidades municipales. El municipio tiene un área de 451,5 km², de los cuales 195,2 pertenecen a la unidad municipal de Iraklia.
En 2011 el municipio tiene 21 145 habitantes, de los cuales 12 092 viven en la unidad municipal de Iraklia.
Se sitúa en la parte más occidental de la unidad periférica, hallándose la capital municipal a unos 20 km al noroeste de Serres.